# Crumomyia setitibialis
Crumomyia setitibialis är en tvåvingeart som först beskrevs av Arnold Spuler 1925.  Crumomyia setitibialis ingår i släktet Crumomyia och familjen hoppflugor. Arten är reproducerande i Sverige. Inga underarter finns listade i Catalogue of Life.